# Regan Yee
Regan Yee, född 4 juli 1995, är en friidrottare från Kanada. Hon deltog vid olympiska sommarspelen 2020 och olympiska sommarspelen 2024.